# 足立祐一
足立 祐一（あだち ゆういち、1989年9月22日 - ）は、東京都町田市出身の元プロ野球選手（捕手）。右投右打。現在は東北楽天ゴールデンイーグルスでスカウトを務める。

## 経歴

### プロ入り前
小山田小3年生から「町田ライオンズ」で投手として野球を始めた。小山田中軟式野球部時代から捕手に転向した。
中学時代は小山田中軟式野球部の他、軟式野球チーム「北斗クラブ」でも正捕手を務め、3年秋には町田市少年野球連盟秋季大会中学生の部決勝にて決勝適時打をレフトに放ち優勝に貢献した。
桜美林高では2年生から「4番・捕手」として活躍し、キャプテンも務めた。2年秋には都大会で準優勝したものの甲子園への出場経験はない。
神奈川大では2年次からレギュラーとなり、4年次ではキャプテンを務めた。3度のベストナインを受賞し、3年次には神宮大会では準決勝で早大の斎藤佑樹、大石達也に抑えられたがベスト4となった。
パナソニックでは3年目から正捕手となった。JABA長野大会では決勝で勝ち越し本塁打を放ち優勝。MVPを獲得した。都市対抗では1番を打ってベスト16、日本選手権では準決勝サヨナラ負けでベスト4であった。
4年目はJABA岡山大会で優勝し、MVPを獲得した。都市対抗ではチームメイトの近藤大亮と共に大阪ガスの補強選手として出場し、準々決勝ではサヨナラ本塁打を打つなど準優勝に貢献し、優秀選手となった。9月には社会人の侍JAPANに選出された。日本選手権は指名打者で出場したが初戦敗退。
2015年10月22日に行われたプロ野球ドラフト会議で東北楽天ゴールデンイーグルスに6巡目で指名され、契約金3000万円、年俸1000万円で入団した。背番号は44に決まった。

### 楽天時代
2016年、5月21日に左手首の骨折によって登録抹消された嶋基宏に代わって一軍登録され、その日の試合で「9番・捕手」でプロ初先発出場を果たした。翌22日、第1打席で大谷翔平のストレートを打ってプロ初ヒットを放った。6月16日の読売ジャイアンツ戦では、8回表にスコット・マシソンからプロ初本塁打を放った。嶋基宏が一軍に再登録されてからは出場機会は減ったが、安樂智大が先発する試合は先発出場することが多く、結果的に嶋に次ぐ73試合出場を果たした。
2017年は第2捕手として49試合に出場した。
2018年は嶋の出場機会が多く、2番手捕手のポジションも移籍してきた山下斐紹に奪われる形となり、同年は20試合の出場に留まった。
2019年は堀内謙伍と太田光が出場機会を得たことで、足立自身は自己最多の2本塁打を放つものの21試合の出場に留まる。
2020年は42試合に出場した。
2021年は前年に巨人からトレードで移籍してきた田中貴也や7月に巨人からトレードで加入の炭谷銀仁朗が出場機会を増やしたこともあって、一軍出場はプロ入り後最少となる10試合に留まり、10月26日に球団から戦力外通告を受け、11月21日に現役引退および主に関西エリア担当のアマチュアスカウトに転身することが発表された。

## 選手としての特徴・人物
強肩・堅守・巧打が魅力の捕手。
愛称は「ダッチ」。
パナソニック時代は「人事部総務課」に所属し、主に倉庫整理や足りなくなったコピー用紙を運ぶなどの雑用を行っていた。

## 詳細情報

### 年度別打撃成績
| 年 度     | 球 団     | 試 合 | 打 席 | 打 数 | 得 点 | 安 打 | 二 塁 打 | 三 塁 打 | 本 塁 打 | 塁 打 | 打 点 | 盗 塁 | 盗 塁 死 | 犠 打 | 犠 飛 | 四 球 | 敬 遠 | 死 球 | 三 振 | 併 殺 打 | 打 率 | 出 塁 率 | 長 打 率 | O P S |
| --------- | --------- | ----- | ----- | ----- | ----- | ----- | -------- | -------- | -------- | ----- | ----- | ----- | -------- | ----- | ----- | ----- | ----- | ----- | ----- | -------- | ----- | -------- | -------- | ----- |
| 2016      | 楽天      | 73    | 208   | 185   | 14    | 42    | 5        | 0        | 1        | 50    | 14    | 0     | 2        | 11    | 2     | 10    | 0     | 0     | 36    | 2        | .227  | .264     | .270     | .534  |
| 2017      | 楽天      | 49    | 87    | 76    | 5     | 16    | 1        | 1        | 1        | 22    | 7     | 0     | 1        | 5     | 0     | 5     | 0     | 1     | 18    | 1        | .211  | .268     | .289     | .558  |
| 2018      | 楽天      | 20    | 20    | 18    | 1     | 2     | 0        | 0        | 0        | 2     | 0     | 0     | 0        | 1     | 0     | 1     | 0     | 0     | 4     | 1        | .111  | .158     | .111     | .269  |
| 2019      | 楽天      | 21    | 47    | 39    | 4     | 6     | 1        | 0        | 2        | 13    | 4     | 0     | 0        | 5     | 1     | 1     | 0     | 1     | 12    | 0        | .154  | .190     | .333     | .524  |
| 2020      | 楽天      | 42    | 66    | 60    | 6     | 10    | 1        | 1        | 1        | 16    | 3     | 0     | 0        | 0     | 0     | 6     | 0     | 0     | 15    | 2        | .167  | .242     | .267     | .509  |
| 2021      | 楽天      | 10    | 20    | 17    | 0     | 1     | 1        | 0        | 0        | 2     | 1     | 0     | 0        | 2     | 0     | 1     | 0     | 0     | 2     | 0        | .059  | .111     | .118     | .229  |
| 通算：6年 | 通算：6年 | 215   | 448   | 395   | 30    | 77    | 9        | 2        | 5        | 105   | 29    | 0     | 3        | 24    | 3     | 24    | 0     | 2     | 87    | 6        | .195  | .243     | .266     | .509  |

### 年度別守備成績
| 年 度 | 球 団 | 捕手  | 捕手  | 捕手  | 捕手  | 捕手  | 捕手     | 捕手  | 捕手     | 捕手     | 捕手     | 捕手     |
| 年 度 | 球 団 | 試 合 | 刺 殺 | 補 殺 | 失 策 | 併 殺 | 守 備 率 | 捕 逸 | 企 図 数 | 許 盗 塁 | 盗 塁 刺 | 阻 止 率 |
| ----- | ----- | ----- | ----- | ----- | ----- | ----- | -------- | ----- | -------- | -------- | -------- | -------- |
| 2016  | 楽天  | 70    | 420   | 51    | 4     | 4     | .992     | 3     | 72       | 50       | 22       | .306     |
| 2017  | 楽天  | 48    | 199   | 17    | 0     | 3     | 1.000    | 1     | 14       | 11       | 3        | .214     |
| 2018  | 楽天  | 19    | 51    | 6     | 0     | 2     | 1.000    | 1     | 11       | 9        | 2        | .182     |
| 2019  | 楽天  | 21    | 83    | 7     | 1     | 1     | .989     | 1     | 11       | 8        | 3        | .273     |
| 2020  | 楽天  | 42    | 165   | 16    | 0     | 1     | 1.000    | 0     |          |          |          | .217     |
| 2021  | 楽天  | 10    | 45    | 1     | 0     | 0     | 1.000    | 1     | 5        | 4        | 1        | .200     |
| 通算  | 通算  | 210   | 963   | 98    | 5     | 11    | .995     | 7     |          |          |          |          |

### 記録
初記録
- 初出場・初先発出場：2016年5月21日、対北海道日本ハムファイターズ6回戦（札幌ドーム）、「9番・捕手」で先発出場
- 初打席：同上、2回表にルイス・メンドーサから左飛
- 初安打：2016年5月22日、対北海道日本ハムファイターズ7回戦（札幌ドーム）、3回表に大谷翔平から中前安打
- 初打点：2016年5月31日、対阪神タイガース1回戦（楽天Koboスタジアム宮城）、8回裏に秋山拓巳から右犠飛
- 初本塁打：2016年6月16日、対読売ジャイアンツ3回戦（東京ドーム）、8回表にスコット・マシソンから左越ソロ

### 背番号
- 44（2016年[8] - 2021年）